# Baudoinia compniacensis
Baudoinia compniacensis är en svampart som först beskrevs av Richon, och fick sitt nu gällande namn av J.A. Scott & Unter. 2007. Baudoinia compniacensis ingår i släktet Baudoinia, ordningen Capnodiales, klassen Dothideomycetes, divisionen sporsäcksvampar och riket svampar.   Inga underarter finns listade i Catalogue of Life.

## Källor

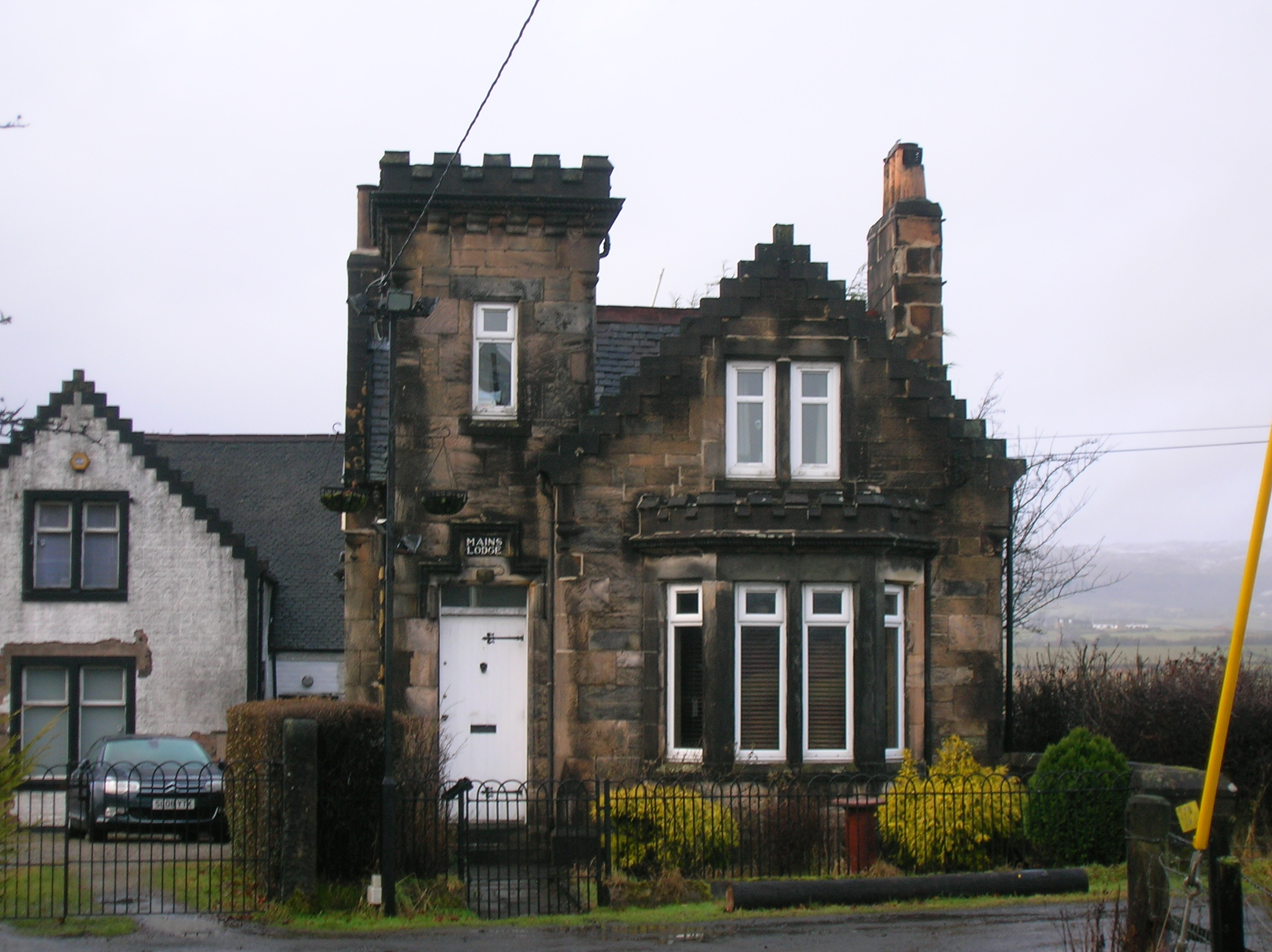
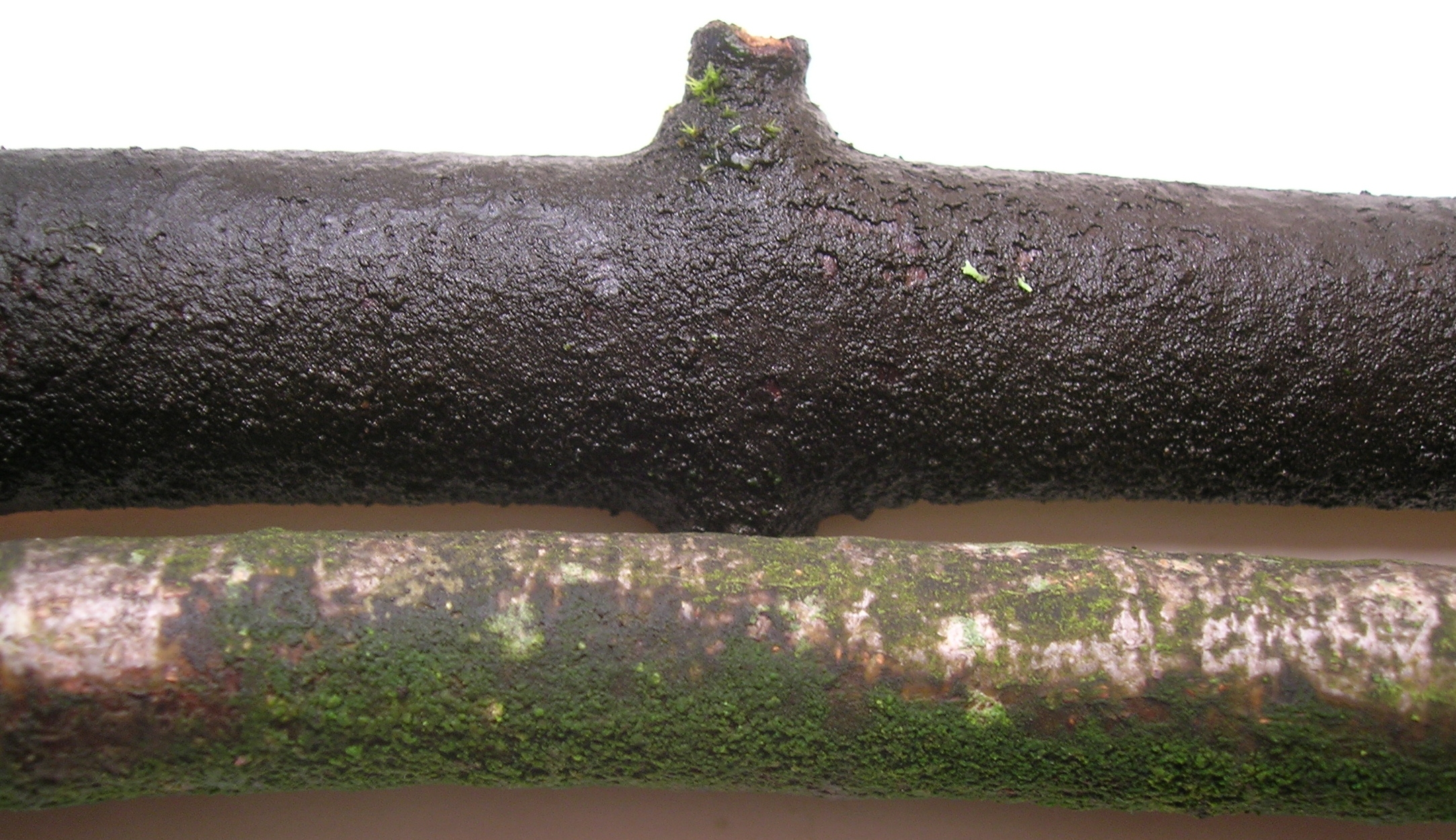
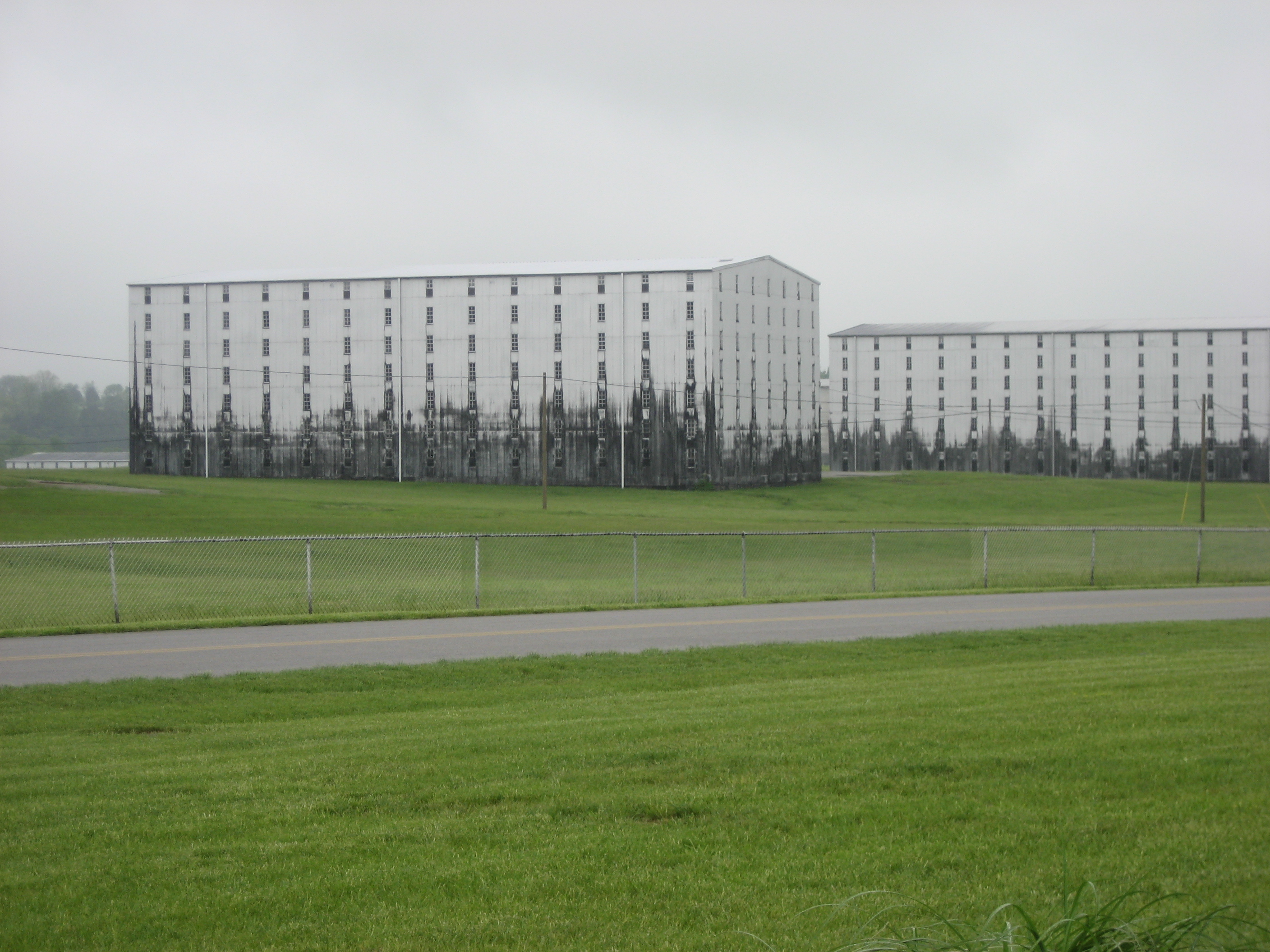
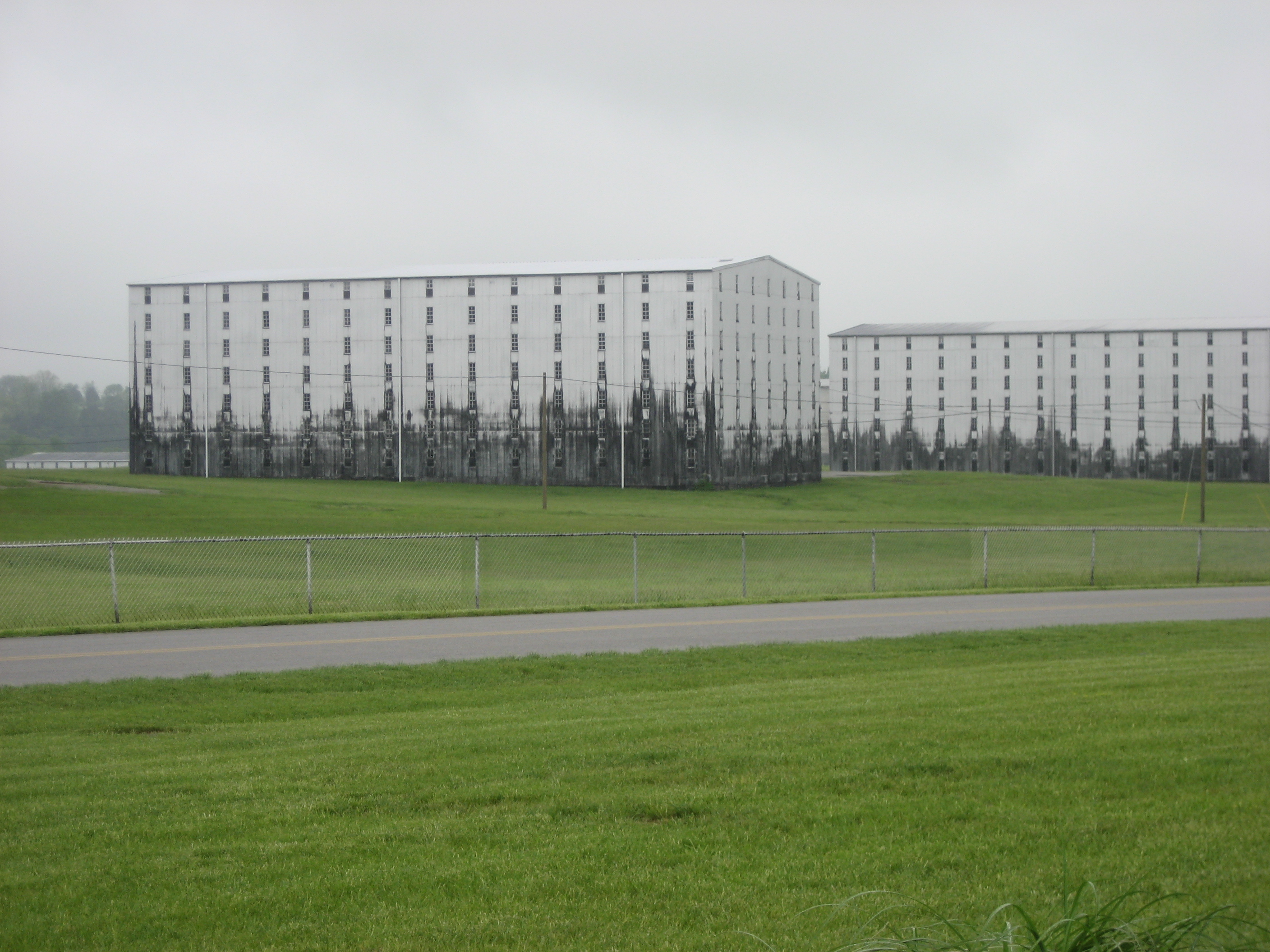